# Eszkimó asszony fázik
Az Eszkimó asszony fázik 1984-ben bemutatott magyar filmdráma Xantus János rendezésében. Ez volt Xantus első, igazán eredetinek tartott és több nemzetközi díjjal jutalmazott nagyjátékfilmje. Az 1983-ban forgatott film egyik legnagyobb erénye, hogy megőrizte az utókor számára a Trabant együttes zenéjét és vele együtt Méhes Marietta alakját. 

## A film keletkezése
Xantusnak szoros kapcsolatai voltak korának underground értelmiségével és művészeivel (röviden a második nyilvánossággal). A velük való beszélgetéseit sokszor kazettára vette, valamint gyakran kérte fel őket, hogy szerepeljenek egy-egy filmjében. A film elkészítése előtt a rendező válságos korszakot élt meg. Nem volt miről forgatnia, és egyetlen ötlet sem jutott eszébe. Csak a cím volt meg: „eszkimó asszony fázik”, ehhez keresett ötleteket. Egy nap a kávéházban üldögélve megfogadta, hogy a következő személy, aki belép az ajtón, lesz új filmje főszereplője, de legalábbis témája. Ekkor megtörtént a csoda. Az ajtón két siket férfi sétált be, és Xantus fejében valahogy összeállhatott a képlet, melyben a két férfi és a művészbarátok egyaránt szerepeltek. A forgatókönyvet Xantus Kozma Györggyel közösen írta. Eredetileg nem is szerelmi háromszöget, hanem egyenesen egy szerelmi négyszögről akartak filmet készíteni – néhány motívum utal is erre a filmben.
Xantus szerint keveset éreztek a korabeli cenzúrából, annak ellenére, hogy egy „engedély nélküli” zenekar szerepelt a filmben.
A filmhez egy folytatást is terveztek, de ez végül nem valósult meg. Csupán egy képregény készült végül, mely a film alapjául szolgált volna.

## Cselekmény
A történet alapja egy szerelmi háromszög. A lányt Méhes Marietta játszotta. A két férfi pedig nem volt más, mint Bogusław Linda a zongoraművész és Lukáts Andor a siket állatkerti gondozó szerepében.
A lány megszökik az intézetből, és az állatkertben összeakad a siket gondozóval, aki belészeret és (szinte mániákusan) elkezdi védelmezni. A lány a szeretője, majd a felesége lesz… Egészen addig a napig, amíg nem találkozik a gazdag, nemzetközi sikert sikerre halmozó zongoraművésszel, aki unja és megelégeli addigi életét, és vár valamire, ami majd új értelmet ad neki… Ezt látja meg a lányban, aki teljesen elveszi az eszét. Eldob érte mindent. Elkezdnek számokat írni, és végül összehoznak ketten egy zenekart (ezt az akkori Trabant játszotta). Persze az elhagyott siket férfi minden mozdulatukat követi, és mindig próbál a lány közelében maradni, továbbra is azért, hogy megvédhesse (egy darabig még a bandában is dobol).
Egy idő után a dolgok kezdenek jól alakulni, legalábbis a lány szemszögéből, az együttes egyre ismertebb lesz. Aztán egy reggel a lány eltűnik. A zongorista láthatólag fel volt erre készülve. Utoljára leül a zongorájához, és eljátszik egy szomorú darabot. A kép vált, a néző egy fiatal szőke lányt lát, aki egy Anglia felé tartó hajó fedélzetén ül egy angol szótárral a kezében, és egyszer csak így szól a mellette ülő utashoz: „Eskimo woman feels cold… very cold…” A zongorista sorsát pedig már a film elején megismeri a néző, mintegy előreugorva a jövőbe, és ezzel a tudással nézi végig a filmet. Egy fiatal férfi lép ki egy villa ajtaján, majd a kertből az utcára, és egy mogorva alakhoz sétál, aki a kapuban vár rá. Megpróbál vele beszélni, de a másik előveszi a kését, és hasba szúrja.

## Érdekesség
A film meghatározó darabja az 1980-as évek elejének, amikor is az első nyilvánosságba szép lassan kezdtek átszivárogni egyes dolgok a második nyilvánosságból. 
A Trabant zenekar például a korabeli kultúrpolitika tűrt kategóriájába tartozott, ami azt jelentette, hogy államilag nem támogatták, tagjai nem kaphattak hivatalos zenészengedélyt, -igazolványt, de koncertezhettek – igaz, erre is csak kis klubokban volt lehetőségük, de oda úgyis csak azok jártak, akiket ők érdekeltek –, és filmzenét szerezhettek, ami az engedély ellenére sem volt túl könnyű. Az Eszkimó asszony fázikkal azonban a zenekar megcsinálta a szerencséjét. A film sikerei kapcsán kiadták egyetlen hivatalos (kis)lemezüket, amely azt a néhány számot tartalmazta, amit a produkcióhoz vettek fel. Ez volt az egyik első eset, hogy egy underground rockzenekar lemeze hivatalosan megjelenhetett Magyarországon, egy másik ilyen eset volt a Bizottság együttes Kalandra fel! (1983) c. albuma.

## Szereposztás
- Bogusław Linda – Laci (magyar hangja: Szakácsi Sándor)
- Lukáts Andor – János
- Méhes Marietta – Mari
- Lázár Kati – Mari barátnője
- Földes László – Hobo
- Kállay Ilona – Laci anyja
- Xantus Gyula – Laci apja
- Csóka Béláné – a Siketek Országos Szövetségének titkára
- Carol Harrison – Mari londoni barátnője
- Kamondy Ágnes
- Vig Mihály
- Ürmös László

## Fogadtatása
A film az akkori Filmszemlén a legjobb elsőfilm díját nyerte, Lukáts Andor, a süketnéma állatgondozó szerepéért a legjobb férfi alakítás díját kapta. Cannes-ban is bemutatták a Rendezők Kéthetében.